# Monterey Bay National Marine Sanctuary
Das Monterey Bay National Marine Sanctuary (MBNMS) ist ein US-amerikanisches, staatlich geschütztes National Marine Sanctuary im Bereich Monterey Bay. Es ist das größte nationale Meeresreservat der USA und hat eine Küstenlänge von 444 km (276 Meilen) und 15.783 km² Flächengröße, die sich von unmittelbar nördlich der Golden Gate Bridge in San Francisco bis Cambria im San Luis Obispo County erstreckt. Es schützt eines der vielfältigsten marinen Ökosysteme der Welt und beherbergt zahlreiche Säugetiere, Seevögel, Fische, Wirbellose und Pflanzen in einer bemerkenswert produktiven Küstenumgebung. Das MBNMS wurde 1992 mit dem Ziel ausgewiesen, Ressourcenschutz, Forschung, Bildung und öffentliche Nutzung zu gewährleisten. Das National Marine Sanctuary besteht aus zwei Teilflächen. Neben dem Bereich direkt an der Küste gehört zum Schutzgebiet der Tiefseeberg Davidson Seamount und Umgebung, der getrennt von der Hauptfläche separat im Meer liegt. Das Schutzgebiet wird von der National Oceanic and Atmospheric Administration (NOAA) verwaltet.
Alle Felsen, Riffs und Inseln innerhalb des Gebietes gehören seit dem Jahr 2000 zum California Coastal National Monument und werden durch das Bureau of Land Management verwaltet.

## Beschreibung
Die seewärts gerichtete Grenze ist durchschnittlich 48 km vor der Küste und geht bis zur Küste. Der tiefste Punkt im Monterey Submarine Canyon ist 3.250 Meter tief. Die durchschnittliche Meeresoberflächentemperatur beträgt 13 °C.
Das Schutzgebiet bietet Lebensraum für 34 Arten von Meeressäugern, 94 Arten von Seevögeln, 345 Arten von Fischen, 4 Arten von  Schildkröten, 31 Arten von Wirbellosen und mehr als 450 Arten von Meeresalgen. Zu den historischen Stätten gehören 1276 gemeldete Schiffswracks und 718 prähistorische Stätten. Das Monterey Bay National Marine Sanctuary betreibt große Programme für Forschung und Monitoring und ein weiteres für Bildung und Öffentlichkeitsarbeit.

## Neubewertung des Schutzstatus
Am 28. April 2017 bekam das US-Handelsministerium mit der Executive Order 13795 von Präsident Donald Trump den Auftrag mit der Neubewertung des Schutzstatus von Meeresschutzgebieten. Im Bereich des Monterey Bay National Marine Sanctuary betrifft dies insbesondere den Bereich des Davidson Seamount.